# Sommer-Paralympics 2016/Teilnehmer (Argentinien)
| stlisierte Goldmedaille | stlisierte Silbermedaille | stlisierte Bronzemedaille |
| ----------------------- | ------------------------- | ------------------------- |
| 1                       | 1                         | 3                         |

Argentinien entsandte 82 Sportler zu den Paralympischen Sommerspielen 2016 in Rio de Janeiro entsenden, 57 Männer und 25 Frauen. Dies war bei der 15. Teilnahme des Landes die bisher größte Delegation. Insgesamt erhielt Argentinien fünf Medaillen und erreichte damit Platz 54 des Medaillenspiegels.

## Medaillengewinner

### Gold
| Name                   | Sportart       | Wettkampf          |
| ---------------------- | -------------- | ------------------ |
| Yanina Andrea Martinez | Leichtathletik | 100 m T36 – Frauen |

### Silber
| Name                | Sportart       | Wettkampf       |
| ------------------- | -------------- | --------------- |
| Hernan Emanuel Urra | Leichtathletik | Kugelstoßen F35 |

### Bronze
| Name | Sportart       | Wettkampf          |
| --- | -------------- | ------------------ |
| Hernan Barreto | Leichtathletik | 100 m T35 – Männer |
| Hernan Barreto | Leichtathletik | 200 m T35 – Männer |
| Darío Lencina, Ángel Deldo, Federico Accardi, Froilán Padilla, Silvio Velo, Lucas Rodríguez, David Peralta, Nicolás Véliz, Germán Muleck, Maximiliano Espinillo | 5er-Fußball    | Männer             |

## Teilnehmer nach Sportarten

### 5er-Fußball
Argentinien qualifizierte sich als Zweitplatzierter bei den Parapanamerikanischen Spielen 2015 in Toronto sowie den IBSA Blind Football World Championships in Tokio, Japan. In beiden Fällen gewann Brasilien die Turniere.
Zu Ehren der Bronze-Medaille wurde in Buenos Aires ein 5er-Fußballfeld eingeweiht, das am Performance National Training Centre gebaut wurde. Es handelt sich dabei um das erste und einzige Trainingsfeld mit den richtigen Maßen in Argentinien.
| Wettbewerb            | Männer |
| --------------------- | --- |
| Athleten              | Darío Lencina, Ángel Deldo, Federico Accardi, Froilán Padilla, Silvio Velo, Lucas Rodríguez, David Peralta, Nicolás Véliz, Germán Muleck, Maximiliano Espinillo |
| Gruppenphase          | Mexiko 2:0 Spanien 1:0 China 0:0 |
| Halbfinale            | Iran 0:0 (1:2) |
| Spiel um den 3. Platz | China 0:0 (1:0) |
| Platzierung           | Bronze |

### 7er-Fußball
Argentinien qualifizierte sich für die Paralympischen Spiele bei den Parapanamerikanischen Spielen in Toronto, nachdem der Iran seine Qualifizierung zurückziehen musste. Nachdem Russland jedoch wegen des McLaren-Reports suspendiert wurde, konnte der Iran nachrücken.
| Wettbewerb            | Männer |
| --------------------- | --- |
| Athleten              | Gustavo Diego Nahuelquin, Rodrigo Luquez, Pablo Matias Ezequiel Molina, Mariano Morana, Matiaz Fernandez, Rodrigo Lugrin, Carlos Leonardo Carrizo, Mariano Cortes, Maximililiano Fernandez, Claudio Figuera, Duncan XCoronel, Matías Ezequiel Vera, Matias Salvat, Martin Barquilla Rodriguez |
| Gruppenphase          | Iran 1:3 Niederlande 2:0 Vereinigte Staaten 3:2 |
| Spiel um den 5. Platz | Vereinigtes Königreich 0:2 |
| Platzierung           | 6. |

### Boccia
Einzel
| Athleten           | Wettbewerb  | Qualifikation                                                         | Qualifikation | Viertelfinale | Viertelfinale | Halbfinale    | Halbfinale    | Finale        | Finale        | Rang          |
| Athleten           | Wettbewerb  | Gegner                                                                | Rang          | Gegner        | Ergebnis      | Gegner        | Ergebnis      | Gegner        | Ergebnis      | Rang          |
| ------------------ | ----------- | --------------------------------------------------------------------- | ------------- | ------------- | ------------- | ------------- | ------------- | ------------- | ------------- | ------------- |
| Mauricio Ibarbure  | Einzel BC 1 | Mei Yee Leung (0:4) Panagiotis Soulanis (4:6) José Manuel Prado (8:0) | 3             | ausgeschieden | ausgeschieden | ausgeschieden | ausgeschieden | ausgeschieden | ausgeschieden | ausgeschieden |
| Sebastian Gonzalez | Einzel BC 2 | Maciel Santos (2:7) So Yeong Jeong (2:4)                              | 3             | ausgeschieden | ausgeschieden | ausgeschieden | ausgeschieden | ausgeschieden | ausgeschieden | ausgeschieden |

Team
| Athleten                                                           | Wettbewerb  | Poolmatches | Poolmatches | Viertelfinale | Viertelfinale | Halbfinale | Halbfinale | Spiel um den 3. Platz | Spiel um den 3. Platz | Rang |
| Athleten                                                           | Wettbewerb  | Matches     | Rang        | Gegner        | Ergebnis      | Gegner     | Ergebnis   | Gegner                | Ergebnis              | Rang |
| ------------------------------------------------------------------ | ----------- | ----------- | ----------- | ------------- | ------------- | ---------- | ---------- | --------------------- | --------------------- | ---- |
| Mauricio Ibarbure/Luis Cristaldo/Maria Sahonero/Sebastian Gonzalez | Team BC 1-2 | 5:4 7:1     | 1           | Hongkong      | 6:4           | Thailand   | 2:6        | Portugal              | 2:6                   | 4    |

### Leichtathletik
| Athleten                   | Wettbewerb          | Vorlauf / Vorkampf | Vorlauf / Vorkampf | Halbfinale   | Halbfinale | Finale             | Finale             | Rang               |
| Athleten                   | Wettbewerb          | Zeit / Weite       | Rang               | Zeit / Weite | Rang       | Zeit / Weite       | Rang               | Rang               |
| -------------------------- | ------------------- | ------------------ | ------------------ | ------------ | ---------- | ------------------ | ------------------ | ------------------ |
| Frauen                     |                     |                    |                    |              |            |                    |                    |                    |
| Aldana Isabel Ibanez       | 100 m T45–47        | 13,99              | 11                 | –            | –          | nicht qualifiziert | nicht qualifiziert | nicht qualifiziert |
| Aldana Isabel Ibanez       | Weitsprung T45–47   | –                  | –                  | –            | –          | 4,60 m             | 11                 | 11                 |
| Yanina Andrea Martinez     | 100 m T36           | 14,50 s            | 1                  | –            | –          | 14,46 s            | 1                  | Gold               |
| Yanina Andrea Martinez     | 200 m T36           | 30,80 s            | 1                  | –            | –          | 31,21 s            | 4                  | 4                  |
| Florencia Belen Romero     | Diskuswerfen F11    | –                  | –                  | –            | –          | 25,29 m            | 7                  | 7                  |
| Diane Roy                  | Diskuswerfen F40-41 | –                  | –                  | –            | –          | 17,18 m            | 13                 | 13                 |
| Diane Roy                  | Kugelstoßen F41     | –                  | –                  | –            | –          | 6,17 m             | 9                  | 9                  |
| Männer                     |                     |                    |                    |              |            |                    |                    |                    |
| Mario Tataren              | 100 m T37           | 12,30              | 13                 | –            | –          | nicht qualifiziert | nicht qualifiziert | nicht qualifiziert |
| Mario Tataren              | Weitsprung T37      | –                  | –                  | –            | –          | 5,74 m             | 7                  | 7                  |
| Diego Martin Gonzalez      | 100 m T35           | 13,38 s            | 6                  | –            | –          | 13,45 s            | 7                  | 7                  |
| Diego Martin Gonzalez      | 200 m T35           | 26,92 s            | 3                  | –            | –          | 27,21              | 4                  | 4                  |
| Hernan Barreto             | 100 m T35           | 13,01 s            | 3                  | –            | –          | 12,85              | 3                  | Bronze             |
| Hernan Barreto             | 200 m T35           | 27,37 s            | 4                  | –            | –          | 27,51              | 3                  | Bronze             |
| Nicolas Martin Aravena     | 100 m T35           | 13,53 s            | 7                  | –            | –          | 13,45 s            | 6                  | 6                  |
| Nicolas Martin Aravena     | 200 m T35           | 28,71 s            | 6                  | –            | –          | 27,51 s            | 6                  | 6                  |
| Mariano Dominguez          | 400 m T37           | 57,85 s            | 9                  | –            | –          | nicht qualifiziert | nicht qualifiziert | nicht qualifiziert |
| Mariano Dominguez          | 1500 m T37          | –                  | –                  | –            | –          | 4:46,42 min        | 7                  | 7                  |
| Hernan Emanuel Urra        | Kugelstoßen F35     | –                  | –                  | –            | –          | 14,91 m            | 2                  | Silber             |
| Jonathan Andres Avellaneda | Hochsprung T42      | –                  | –                  | –            | –          | 1,71 m             | 9                  | 9                  |
| Sergio Paz                 | Diskuswerfen F11    | –                  | –                  | –            | –          | 33,99 m            | 6                  | 6                  |

### Judo
| Frauen          |                  |                               |             |                              |               |                              |                     |                              |               |               |               |
| Paula Gómez     | Klasse bis 48 kg | –                             | –           | Kai-Lin Lee                  | 000:100       | ausgeschieden                | ausgeschieden       | Trostrunde 1: Shizuka Hangai | 000s1:000     | ausgeschieden | ausgeschieden |
| Männer          |                  |                               |             |                              |               |                              |                     |                              |               |               |               |
| Eduardo Gauto   | Klasse bis 60 kg | Ramin Ibrahimov               | 000s2:112   | ausgeschieden                | ausgeschieden | Trostrunde 1: Anuar Sariyevv | 000:101             | ausgeschieden                | ausgeschieden | ausgeschieden | ausgeschieden |
| Rodolfo Ramírez | Klasse bis 73 kg | Gerardo Rodriguez             | 000s1:100s1 | ausgeschieden                | ausgeschieden | ausgeschieden                | ausgeschieden       | ausgeschieden                | ausgeschieden | ausgeschieden |               |
| Josse Effron    | Klasse bis 81 kg | Harlley Damiao Pereira Arruda | 100s2:000   | Eduardo Adrian Avila Sanchez | 101s2:000s3   | Trostrunde: Freilos          | Trostrunde: Freilos | Trostrunde: Rovshan Safarov  | 0000:100      | –             |               |
| Jorge Lencina   | Klasse bis 90 kg | Tony Walby                    | 100s1-000   | Zviad Gogotchuri             | 000s1-100     | Trostrunde: Freilos          | Trostrunde: Freilos | Trostrunde: Shukhrat Boboev  | 000-010s3     | –             |               |

### Parakanu
Nach den ICF Canoe Sprint & Paracanoe World Championships in Mailand, Italien erhielt Argentinien einen Platz für das erste Parakanu-Turnier bei den Paralympischen Spielen. Lucas Nicolas Diaz wurde dort Vierter in der Klasse KL1.
| Athleten           | Wettbewerb | Vorlauf / Vorkampf | Vorlauf / Vorkampf | Halbfinale   | Halbfinale | Finale       | Finale | Rang |
| Athleten           | Wettbewerb | Zeit / Weite       | Rang               | Zeit / Weite | Rang       | Zeit / Weite | Rang   | Rang |
| ------------------ | ---------- | ------------------ | ------------------ | ------------ | ---------- | ------------ | ------ | ---- |
| Männer             |            |                    |                    |              |            |              |        |      |
| Lucas Nicolas Diaz | KL 1       | 55,585 s           | 7                  | 55,613 s     | 3          | 53,078 s     | 6      | 6    |

### Pararudern
| Frauen        |       |         |     |         |      |         |    |    |
| Mariana Gallo | Einer | 7:31,44 | 6 R | 7:06,84 | 5 FB | 7:13,36 | 12 | 12 |

### Powerlifting
Männer:
| Athleten           | Wettbewerb       | Gewicht | Rang |
| ------------------ | ---------------- | ------- | ---- |
| Männer             |                  |         |      |
| Jose David Coronel | Klasse bis 65 kg | 130 kg  | 9    |

### Radsport

#### Bahn
| Athleten                             | Wettbewerb            | Qualifikation | Qualifikation | Finals             | Finals             | Rang               |
| Athleten                             | Wettbewerb            | Zeit          | Rang          | Zeit               | Rang               | Rang               |
| ------------------------------------ | --------------------- | ------------- | ------------- | ------------------ | ------------------ | ------------------ |
| Frauen                               |                       |               |               |                    |                    |                    |
| Mariela Analia Delgado               | Verfolgung C5         | 4:00,969      | 12            | nicht qualifiziert | nicht qualifiziert | nicht qualifiziert |
| Mariela Analia Delgado               | 500 m Zeitfahren C4-5 | -             | -             | 40,222             | 11                 | 11                 |
| Männer                               |                       |               |               |                    |                    |                    |
| Raul Villalba Pilot: Ezequiel Romero | Verfolgung B          | 4:43,986      | 12            | ausgeschieden      | ausgeschieden      | ausgeschieden      |
| Raul Villalba Pilot: Ezequiel Romero | 1 km Zeitfahren B     | -             | -             | 1:06,863           | 9                  | 9                  |
| Rodrigo Fernando Lopez               | Verfolgung C1         | 4:17,966      | 8             | ausgeschieden      | ausgeschieden      | ausgeschieden      |
| Rodrigo Fernando Lopez               | 1 km Zeitfahren C1-3  | -             | -             | 1:14,798           | 16                 | 16                 |

#### Straße
| Athleten                             | Wettbewerb         | Zeit     | Rang |
| ------------------------------------ | ------------------ | -------- | ---- |
| Frauen                               |                    |          |      |
| Mariela Analia Delgado               | Straßenrennen C4-5 | 2:21:58  | 4    |
| Mariela Analia Delgado               | Zeitfahren C5      | 29:59,78 | 6    |
| Cristina Liliana Otero               | Straßenrennen T1-2 | 1:16,06  | 7    |
| Cristina Liliana Otero               | Zeitfahren B       | 35:20,52 | 7    |
| Männer                               |                    |          |      |
| Raul Villalba Pilot: Ezequiel Romero | Straßenrennen B    | 2:44,55  | 15   |
| Raul Villalba Pilot: Ezequiel Romero | Zeitfahren B       | 40:46,89 | 19   |
| Rodrigo Fernando Lopez               | Straßenrennen C1-3 | 2:15,19  | 30   |
| Rodrigo Fernando Lopez               | Zeitfahren C1      | 31:43,42 | 8    |

### Reiten
Männer:
| Athleten                                                | Wettbewerb | Punkte | Rang |
| ------------------------------------------------------- | ---------- | ------ | ---- |
| Patricio Guglialmelli Lynch mit Nirvana Pure Indulgence | Einzel III | 62,512 | 15   |

### Rollstuhlbasketball
| Wettbewerb            | Frauen |
| --------------------- | --- |
| Athleten              | Amelia Cabrera, Mariana Capdeville, Maria Castaldi, Maria Chirinos, Maria Coronel, Florencia Gonzalez, Silvia Linari, Adriana Motura, Julieta Olmedo, Maria Pallares, Mariana Pérez, Vanesa Salcedo |
| Gruppenphase          | Brasilien 19:85 Großbritannien 20:79 Kanada 28:73 Deutschland 20:59 |
| Spiel um den 9. Platz | Algerien 53:38 |
| Platzierung           | Platz 9 |

### Schwimmen
| Athleten             | Wettbewerb             | Vorlauf     | Vorlauf | Finale        | Finale        | Rang          |
| Athleten             | Wettbewerb             | Zeit        | Rang    | Zeit          | Rang          | Rang          |
| -------------------- | ---------------------- | ----------- | ------- | ------------- | ------------- | ------------- |
| Frauen               |                        |             |         |               |               |               |
| Ana Luz Pellitero    | 50 m Freistil S12      | 32,23 s     | 10      | ausgeschieden | ausgeschieden | ausgeschieden |
| Ana Luz Pellitero    | 100 m Rücken S12       | –           | –       | 1:21,73 min   | 6             | 6             |
| Anabel Moro          | 50 m Freistil S12      | 30,49 s     | 6       | 30,01 s       | 4             | 4             |
| Anabel Moro          | 100 m Rücken S12       | –           | –       | 1:22,79 min   | 7             | 7             |
| Daniela Gimenez      | 50 m Freistil S9       | 30,24 s     | 10      | ausgeschieden | ausgeschieden | ausgeschieden |
| Daniela Gimenez      | 100 m Brust SB9        | 1:20,99 min | 5       | 1:20,90 min   | 7             | 7             |
| Daniela Gimenez      | 200 m Lagen SM9        | 2:40,30 min | 9       | ausgeschieden | ausgeschieden | ausgeschieden |
| Nadia Baez           | 50 m Freistil S11      | –           | –       | 1:35,51 min   | 5             | 5             |
| Nadia Baez           | Männer                 |             |         |               |               |               |
| Elian Araya          | 100 m Brust SB14       | 1:10,96 min | 8       | 1:11,60 min   | 8             | 8             |
| Elian Araya          | 100 m Rücken S14       | 1:10,16 min | 13      | ausgeschieden | ausgeschieden | ausgeschieden |
| Elian Araya          | 200 m Freistil SM14    | 2:26,97 min | 18      | ausgeschieden | ausgeschieden | ausgeschieden |
| Facundo Jose Arregui | 100 m Freistil S7      | 1:11,74 min | 15      | ausgeschieden | ausgeschieden | ausgeschieden |
| Facundo Jose Arregui | 400 m Freistil S7      | 4:59,35     | 5       | 4:57,40       | 5             | 5             |
| Guillermo Marro      | 100 m Rücken S7        | 1:17,78 min | 8       | 1:17,62 min   | 8             | 8             |
| Marco Pulleiro       | 100 m Schmetterling S9 | 1:04,25 min | 7       | 1:03,75 min   | 7             | 7             |
| Marco Pulleiro       | 200 m Lagen SM9        | 2:31,68 min | 13      | ausgeschieden | ausgeschieden | ausgeschieden |
| Matias de Andrade    | 100 m Rücken S7        | 1:15,44 min | 6       | 1:16,43 min   | 7             | 7             |
| Pipo Carlomagno      | 100 m Brust SB7        | 1:32,58 min | 9       | ausgeschieden | ausgeschieden | ausgeschieden |
| Pipo Carlomagno      | 100 m Rücken S8        | 1:07,70 min | 5       | 1:07,33 min   | 6             | 6             |

### Segeln
| Athleten             | Wettbewerb     | Punkte | Rang |
| -------------------- | -------------- | ------ | ---- |
| Juan Fenánder Ocampo | Einer Kielboot | 146    | 15   |

### Tischtennis
| Frauen                                            |                   |                                                            |                   |               |               |               |               |               |               |               |               |               |               |
| Giselle Munoz                                     | Einzel (Klasse 7) | Kelly van Zon (1:3) Faiza Mahmoud (3:0) Kubra Korkut (0:3) | ausgeschieden     | ausgeschieden | ausgeschieden | ausgeschieden | ausgeschieden | ausgeschieden | ausgeschieden | ausgeschieden | ausgeschieden |               |               |
| Männer                                            |                   |                                                            |                   |               |               |               |               |               |               |               |               |               |               |
| Fernando Eberhardt                                | Einzel (Klasse 1) | Jean-François Ducay (0:3) Nam Ki-won (3:0)                 | ausgeschieden     | ausgeschieden | ausgeschieden | ausgeschieden | ausgeschieden | ausgeschieden | ausgeschieden | ausgeschieden | ausgeschieden |               |               |
| Gabriel Copola                                    | Einzel (Klasse 3) | Jeong Seok Kim (3:0) David Andrade de Freitas (3:0)        | Welder Knaf       | 1:3           | ausgeschieden | ausgeschieden | ausgeschieden | ausgeschieden | ausgeschieden | ausgeschieden | ausgeschieden |               |               |
| Mauro Depergola                                   | Einzel (Klasse 5) | Cheng Ming-chih (0:3) David Andrade de Freitas (3:0)       | Mitar Palikuća    | 0:3           | ausgeschieden | ausgeschieden | ausgeschieden | ausgeschieden | ausgeschieden | ausgeschieden | ausgeschieden | ausgeschieden | ausgeschieden |
| Fernando Eberhardt/Gabriel Copola/Mauro Depergola | Team (Klasse 7)   | –                                                          | Chinesisch Taipeh | 0:2           | ausgeschieden | ausgeschieden | ausgeschieden | ausgeschieden | ausgeschieden | ausgeschieden | ausgeschieden |               |               |